# Amstel (Stokvis)
Amstel is een historisch Nederlands merk van bromfietsen, die werden geproduceerd door de firma Stokvis & Zonen te Rotterdam.
Stokvis produceerde in de jaren vijftig en zestig de RAP-bromfietsen, die een Rex-motorblokje hadden. Men bouwde (vrijwel) dezelfde bromfietsen onder de naam Amstel, maar nu met een Puch-blok. 
Nadat Rex failliet ging werden de Rap-brommers voorzien van een Pluvier (Berini)-blokje, maar ook Pluvier ging failliet. Daarmee hief men het merk Amstel op zodat de Puch-blokken naar de Rap-modellen gingen.
- Andere merken met dezelfde naam, zie Amstel (Den Haag) en Amstel (Naarden).